# Condado de Medina (Texas)
O Condado de Medina é um dos 254 condados do estado norte-americano do Texas. A sede do condado é Hondo, e sua maior cidade é Hondo.
O condado possui uma área de 3 456 km² (dos quais 18 km² estão cobertos por água), uma população de 39 304 habitantes, e uma densidade populacional de 11 hab/km² (segundo o censo nacional de 2000).
O condado foi criado em 1848.